# Бани ди Лука
Бани ди Лука (на италиански: Bagni di Lucca) е град и община в Италия, в региона Тоскана, провинция Лука. Общината се намира в планински район в долината на река Лима, на север от административния център Лука. Населението е 6541 души (2008). Общинските селища са известни термални центрове.